# آنتیوپه (مادر آمفیون)
آنتیوپه Antiope، در اسطوره‌های یونان، دختر نوکتئوس است.
از زئوس باردار شد و چون حاملگی‌اش مشخص شد از شرم به سیکوئون گریخت و پدرش از شدت ناراحتی خود را کشت. آنتیوپه در آن‌جا با اپوئیوس ازدواج کرد و صاحب دو فرزند به نام‌های آمفیون و زتوس شد. عمویش لوکوس به انتقام خون برادر، او را به عنوان کنیز به همسرش دیرکه بخشید. دیرکه قصد کشتن وی را داشت اما پسرانش او را نجات دادند و دیرکه و لوکوس را کشتند. دیونوسوس به انتقام دیرکه او را دیوانه کرد. اما فوکوس او را معالجه کرد و با وی ازدواج کرد.